# Karapet Chalian
Karapet Chalian –en armenio, Կարապետ Չալյան– (7 de agosto de 1993) es un deportista armenio que compite en lucha grecorromana.
Ganó dos medallas de bronce en el Campeonato Europeo de Lucha, en los años 2016 y 2020. En los Juegos Europeos de Minsk 2019 obtuvo una medalla de plata en la categoría de 77 kg.

## Palmarés internacional
| Juegos Europeos    | Juegos Europeos     | Juegos Europeos   | Juegos Europeos |
| Año                | Lugar               | Medalla           | Categoría       |
| ------------------ | ------------------- | ----------------- | --------------- |
| 2019               | Minsk (Bielorrusia) | Medalla de plata  | 77 kg           |
| Campeonato Europeo |                     |                   |                 |
| Año                | Lugar               | Medalla           | Categoría       |
| 2016               | Riga (Letonia)      | Medalla de bronce | 75 kg           |
| 2020               | Roma (Italia)       | Medalla de bronce | 77 kg           |